# Grote Kerk (Groede)

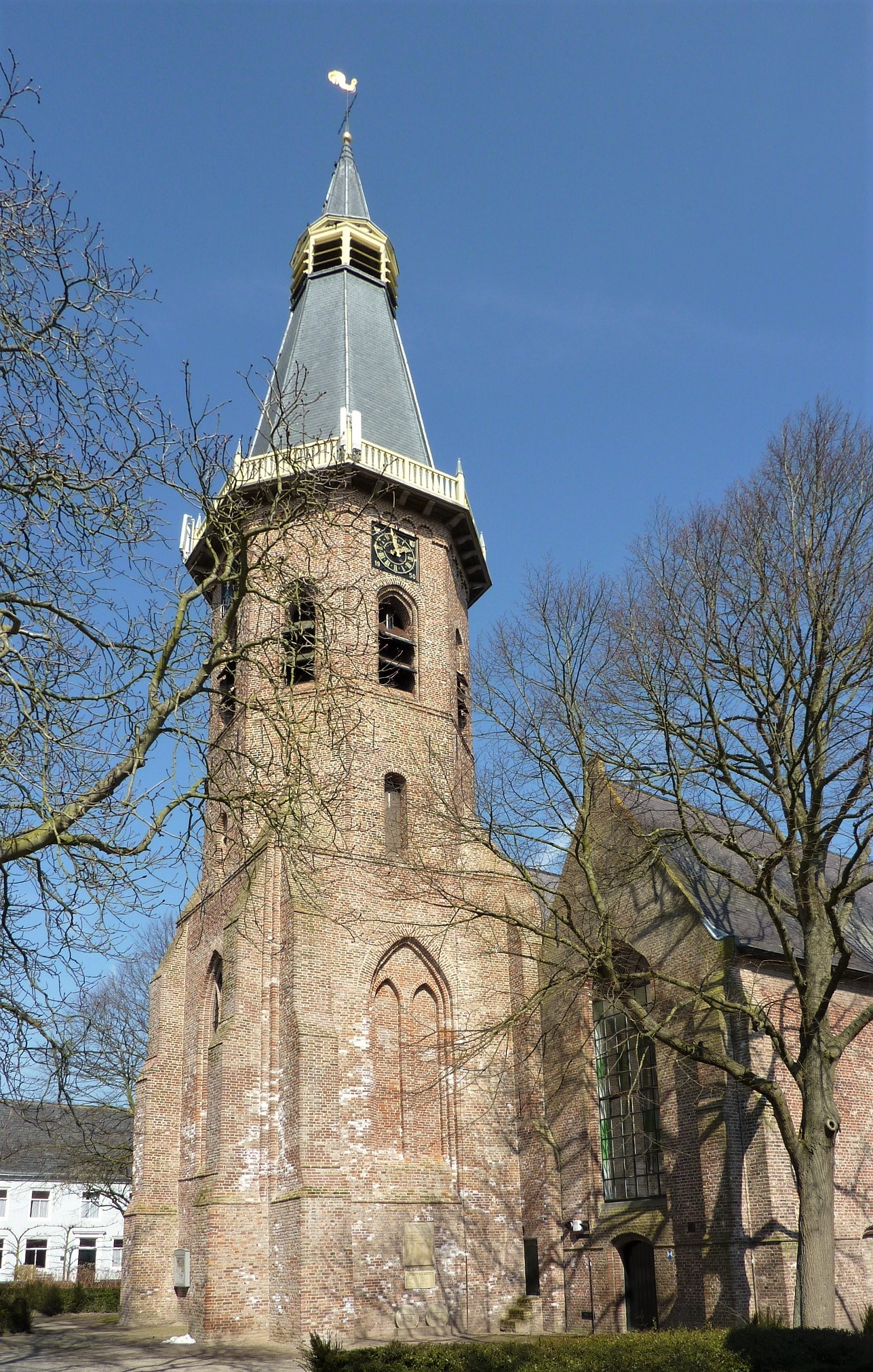
Der Kirchturm

Die Grote Kerk (deutsch Große Kirche) ist ein Kirchengebäude der Protestantischen Kirche in den Niederlanden  in Groede (Gemeinde Sluis, Provinz Zeeland). Das Kirchengebäude ist als Rijksmonument eingestuft.

## Geschichte

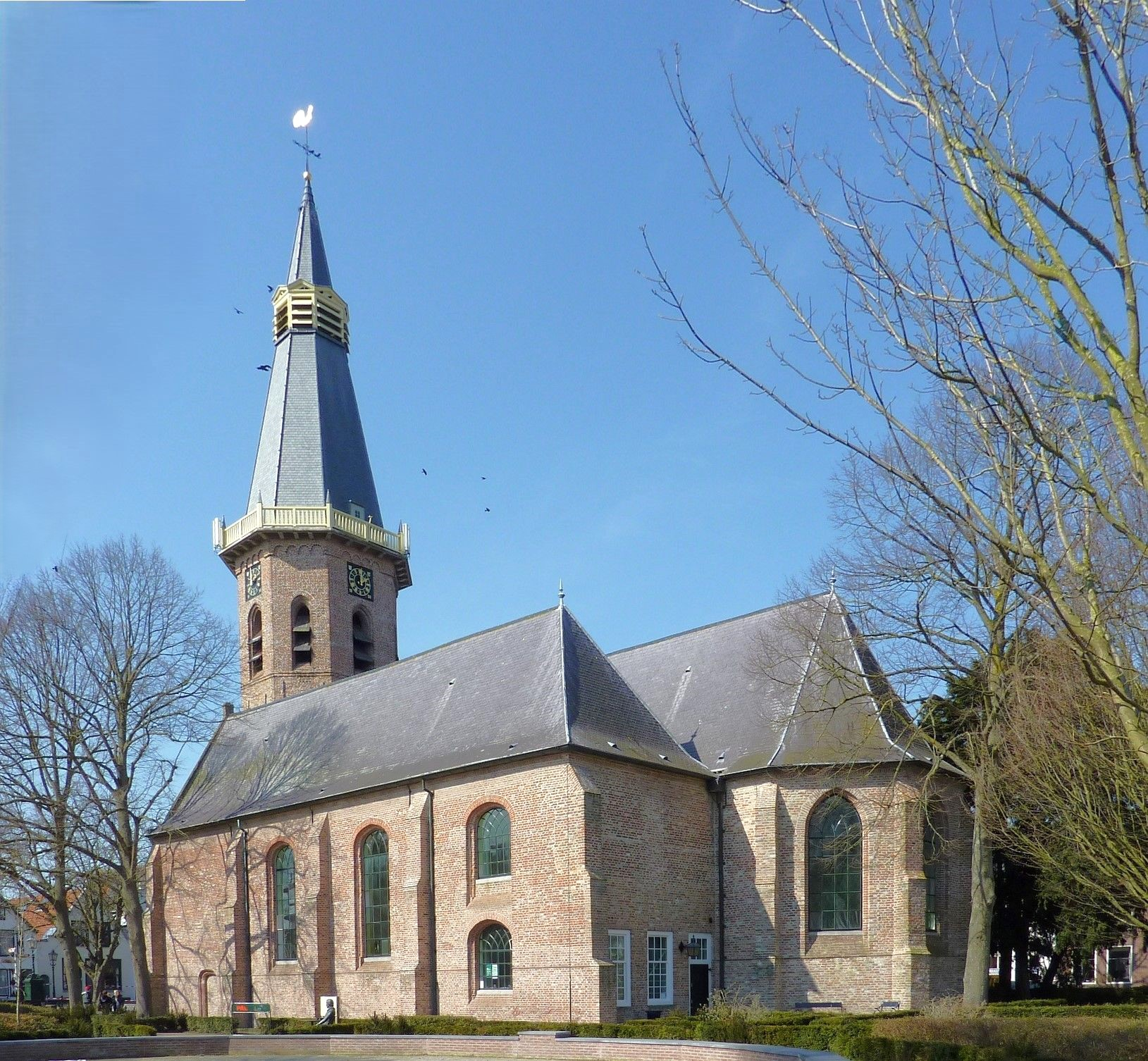
Von Südosten

Die Grote Kerk war bis zur Reformation dem heiligen Bavo geweiht. Sie geht im Kern auf das 13. Jahrhundert zurück. Der Turm stammt aus dem 14. Jahrhundert, seine Spitze aus dem 17. Jahrhundert. Langhaus und nördliches Seitenschiff entstanden im Verlauf des 15. Jahrhunderts, das südliche Seitenschiff wurde um 1500 hinzugefügt. 1579 hielt die Reformation in Groede Einzug. Im Achtzigjährigen Krieg (1568–1648) wurde Groede unter Wasser gesetzt, was der Kirche sehr schadete. Erst während des Zwölfjährigen Waffenstillstands (1609–1621) konnten die zerstörten Deiche wieder repariert und auch die Kirche saniert werden. 1618 bis 1808 diente das südliche Seitenschiff als wallonische Kirche, war also Gottesdienstraum der Französisch sprechenden Gemeinde. Dazu wurde es 1685 baulich vom Rest der Kirche abgetrennt.
Die Grote Kerk von Groede gehört heute zu einer reformierten Gemeinde innerhalb der unierten Protestantischen Kirche in den Niederlanden. Sie wird auch für Ausstellungen und Konzerte genutzt.

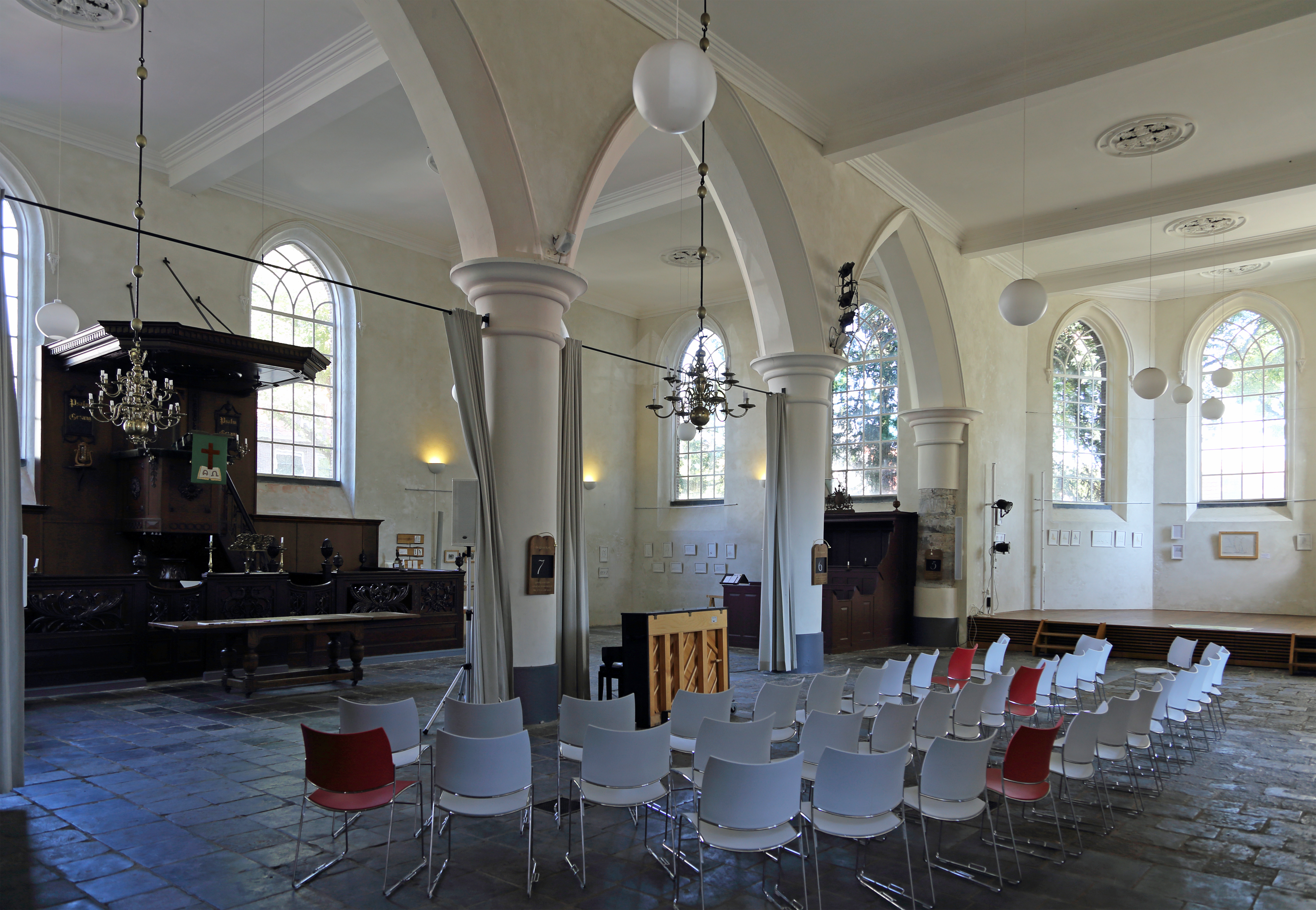
Inneres mit Altar und Kanzel

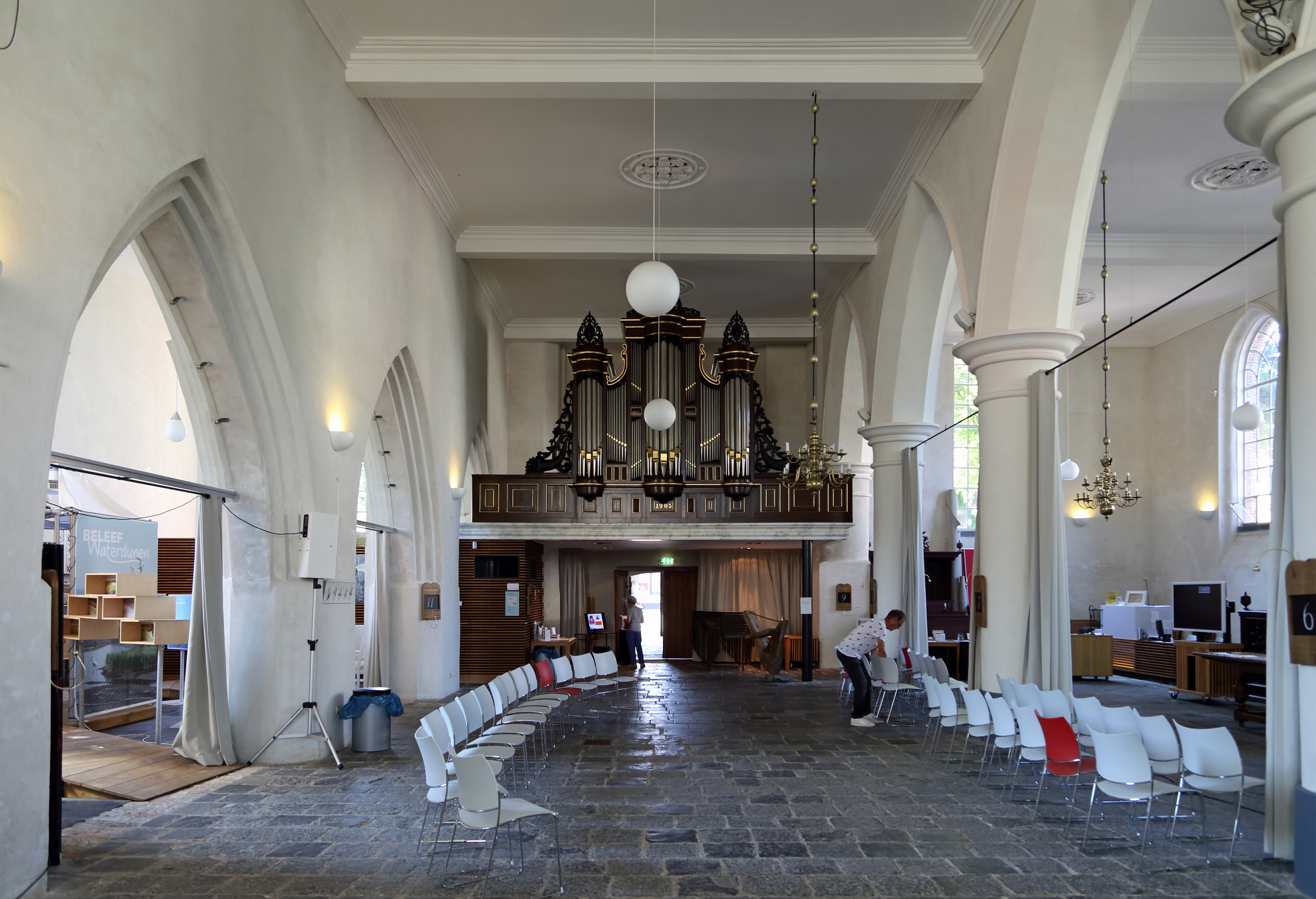
Die Orgel im Mittelschiff über dem Eingang

## Beschreibung
Die Grote Kerk ist eine geostete dreischiffige Hallenkirche. Der Kirchturm auf der Westseite mit Strebepfeilern im unteren Teil mit quadratischem Grundriss hat einen achtkantigen Aufbau, der oben mit einem Spitzhelm abgeschlossen wird. Der Chor ist dreiseitig geschlossen, die Seitenschiffe weisen einen geraden Abschluss auf.
Im Innern entspricht die Kirche nicht dem äußeren Anschein. Sie wird als Querkirche genutzt – Altar und Kanzel befinden sich an der Längsseite des nördlichen Seitenschiffs. Die Gläubigen halten sich im Mittelschiff auf, der Chor hat überhaupt keine Funktion. Lediglich die gegenüber liegende Empore über dem Eingangsbereich hat ihre klassische Funktion behalten: hier befindet sich die Orgel mit neun Registern auf einem Manual mit angehängten Pedal, die 1903 von Johan Frederik Kruse gebaut und zum letzten Mal 2016 restauriert wurde.

## Nachweise
1. ↑  Rijksdienst voor het Cultureel Erfgoed
2. ↑  Orgel Databank: Groede, Nederland (Zeeland) - Protestantse Kerk

Koordinaten: 51° 22′ 45,7″ N, 3° 30′ 26″ O